# 創価ルネサンスバンガード
創価ルネサンスバンガードは、創価学会音楽隊のマーチングバンドである。マーチングバンド全国大会で歴代最多となるグランプリ「内閣総理大臣賞」を18度受賞(2025年現在)している日本の主要なマーチングバンドの一つである。

## 歴史
創価ルネサンスバンガードは、創価学会音楽隊のマーチングバンド（ドラム・アンド・ブラス・コー）で、東京及び近県に在住の10代から30代までの大学生、社会人で構成されている。団員は100人以上（すべて男性）で、編成はブラス、バッテリー、フロントピット、カラーガードの4つのセクションからなる。
1980年に「東京ビュークルーバンド（創価学会富士吹奏楽団）」として活動を開始した。1986年に再編成され、1991年1月に「マーチングバンド・バトントワリングコンテスト全国大会」に出場し優秀賞を獲得した。
1994年3月に現名称の『創価ルネサンスバンガード』に改名した。技術の向上だけでなく、日々の活動を通し、人格を磨くことを目指し、社会・地域での「先駆者（バンガード）」をモットーにしている。毎年、年度末に開催している「ビクトリーコンサート」には、約5000人の来場者が訪れている。

## 受賞歴
創価ルネサンスバンガードは、1991年1月開催の「マーチングバンド・バトントワリングコンテスト全国大会（全日本マーチングバンド・バトントワリング連盟、現・日本マーチングバンド協会主催）」にて優秀賞を受賞した。1992年には一般団体として日本で初めて「DCI（Drum Corps International）World Championship」に出場し、Div.2部門にて第9位に入賞した。
1994年1月のマーチングバンド全国大会でグランプリ「内閣総理大臣賞」を初受賞した。以降も同大会に出場し続け、歴代最多となる18度（2025年現在）のグランプリ受賞の実績を誇る。